# Betriebslehre
Als Betriebslehre (oder spezielle Betriebswirtschaftslehre) wird in der Betriebswirtschaftslehre die auf einen bestimmten Wirtschaftszweig bezogene Einzelwissenschaft bezeichnet, welche eine bestimmte Betriebsform als Erkenntnisobjekt untersucht.

## Allgemeines
In der frühen Entwicklung der Betriebswirtschaftslehre wurde erkannt, dass verschiedene Betriebsformen wie Industriebetriebe, Banken, der Handel oder Versicherungsunternehmen derart unterschiedlich strukturiert sind, dass es Sinn macht, sie gesondert in Einzelwissenschaften zu untersuchen. Seitdem gibt es eine „Allgemeine Betriebswirtschaftslehre“ für diejenigen Erkenntnisse, die übergreifend für alle Betriebsformen gelten, und spezielle (besondere) Betriebswirtschaftslehren für die Eigenheiten einzelner Betriebsformen. Günter Wöhe ordnete die „Allgemeine Betriebswirtschaftslehre“ als wirtschaftszweigneutrale Funktionendarstellung ein. Er wies jedoch darauf hin, dass diese Einteilung lediglich für die Lehre, nicht aber für die Forschung bedeutsam sei. Anders als die „Allgemeine Betriebswirtschaftslehre“ gehen die speziellen Betriebswirtschaftslehren auf einzelne Funktionsbereiche der Betriebe intensiv ein und/oder widmen sich dem institutionellen Rahmen.
Harry Rudolph schrieb in seinem Buch Tourismusbetriebswirtschaftslehre zur speziellen Betriebswirtschaftslehren: „Spezielle Betriebswirtschaftslehren oder Wirtschaftszweiglehren untersuchen auf niedriger Abstraktionsstufe die Umsetzung der Erkenntnisse der allgemeinen Betriebswirtschaftslehre in den Einzelwissenschaften der Zweige. Dazu muss der zu untersuchende Wirtschaftszweig eine möglichst eindeutige Abgrenzung erfahren. Eine wissenschaftlich befriedigende Begriffsbestimmung fällt umso schwerer, je unbekümmerter die betriebswirtschaftliche Praxis für ein und denselben Gegenstand vielfältige und immer neue Begriffsbildungen schöpft, deren jeweilige Bevorzugung meist nur noch historisch erklärt werden kann.“

## Geschichte
Die erste spezielle Betriebslehre war im Altertum die „Hausherrenlehre“, die darüber aufklärte, wie ein Privathaushalt vernünftig zu führen sei oder wie die Vieh- und Sklavenhaltung organisiert werden müsse. Leon Battista Alberti fasste 1433 bis 1441 das Wissen über die Hausherrenlehre zusammen.
Die Mehrzahl der Autoren sieht Edmund Heinen zufolge die Anfänge der Betriebswirtschaftslehre im Mittelalter. Erste wissenschaftliche Arbeit war im Rahmen der Betriebswirtschaftslehre ersichtlich das 1494 erschienene Werk des Luca Pacioli über die zum Rechnungswesen gehörende doppelte Buchführung. Ein erster Ansatz der Handelswissenschaft stammte 1675 von Jacques Savary. Eine erste Fabrikbetriebslehre ging 1785 auf Johann Heinrich Jung-Stilling zurück.
Bereits 1853 brachte Karl Göriz das Buch „Die landwirthschaftliche Betriebslehre als Leitfaden für Vorlesungen und zum Selbststudium für Landwirthe“ heraus, 1854 erschien von Ernst Heinrich ein Buch über die „Landwirthschaftliche Betriebslehre“.
Die gewachsene Bedeutung der Industrie seit der Frühindustrialisierung sorgte für einen eigenen Wissenschaftszweig innerhalb der Betriebswirtschaftslehre – die Industriebetriebslehre. Als ihr Mitbegründer gelten Max Haushofer Jr., Albert Calmes, Frederick Winslow Taylor, Enno Heidebroek oder Alfred Isaac. Erwin Geldmacher gründete 1920 an der Universität Köln das erste deutsche Industrieseminar. Wilhelm Kalveram veröffentlichte 1948 in Buch, in welchem er unter anderem die charakteristischen Merkmale des Industriebetriebs schilderte.
Seit 1996 setzt sich zunehmend eine stärker differenzierte Gliederung durch, die von Jürgen Weber vorgeschlagen wurde.

## Einzelwissenschaften
In alphabetischer Reihenfolge gibt es derzeit folgende speziellen Betriebslehren:
| Wirtschaftszweig     | Einzelwissenschaft                                                        |
| -------------------- | ------------------------------------------------------------------------- |
| Außenhandel          | Außenhandelsbetriebslehre                                                 |
| Kreditwesen          | Bankbetriebslehre                                                         |
| Bergbau              | Bergwirtschaftslehre                                                      |
| Bibliotheken         | Bibliotheksbetriebslehre                                                  |
| Forstwirtschaft      | Forstbetriebslehre                                                        |
| Gesundheitswesen     | Gesundheitswirtschaft                                                     |
| Handel               | Handelsbetriebslehre                                                      |
| Privathaushalt       | Haushaltswissenschaft                                                     |
| Immobilienwirtschaft | Immobilienökonomie                                                        |
| Industrie            | Industriebetriebslehre                                                    |
| Agrarwesen           | Landwirtschaftliche Betriebslehre                                         |
| Medienwirtschaft     | Medienbetriebslehre                                                       |
| öffentliche Betriebe | Öffentliche Betriebswirtschaftslehre, Verwaltungsbetriebswirtschaftslehre |
| Sport                | Sportbetriebslehre                                                        |
| Tourismus            | Betriebswirtschaftslehre des Tourismus                                    |
| Verkehrsbetriebe     | Verkehrswirtschaftslehre                                                  |
| Versicherungswesen   | Versicherungsbetriebslehre                                                |

Spätestens 1930 etablierte sich im Rahmen des Handelswissenschaft die „Betriebslehre des Einzelhandels“.
Von der allgemeinen Betriebswirtschaftslehre unterscheiden sich die Betriebslehren insbesondere in der Ableitung der allgemeinen betrieblichen Produktionsfaktoren Arbeit, Betriebsmittel, Werkstoffe und Kapital durch eigene, speziellere Elementarfaktoren. Im Kreditwesen gibt es beispielsweise neben diesen noch zusätzlich den externen Produktionsfaktor. Daraus folgend ergibt sich eine stärkere Gewichtung bestimmter Themenbereiche, beispielsweise der so genannten konstitutiven Entscheidungen (z. B. Standort, Organisation, Rechtsformwahl) sowie produkt- und kundenspezifischer Fragen, die nur für die eigene Branche wichtig sind und sich wiederum auf die konstitutiven Entscheidungen auswirken (Marketing).

## Abgrenzungen
Das Verhältnis zwischen allgemeiner Betriebswirtschaftslehre und den speziellen Betriebslehren wird in der Fachliteratur unterschiedlich beurteilt. Für einige Autoren sind die Lehren von den betrieblichen Funktionen Bestandteile der Allgemeinen Betriebswirtschaftslehre, andere Autoren verneinen die Existenz einer Allgemeinen Betriebswirtschaftslehre, obwohl ihr Buchtitel so lautet.
Im Vergleich zur institutionalen Betriebswirtschaftslehre bieten andere Sichtweisen die betrieblichen Funktionslehren. Sie beschäftigen sich mit den Funktionsbereichen wie Beschaffung, Finanzierung, Personal, Produktion, Logistik oder Vertrieb und sind branchenübergreifend.

## Deutsche Industrie- und Handelskammer
Außerhalb der Hochschulen sorgt in Deutschland vor allem die Deutsche Industrie- und Handelskammer für die betriebslehren-bezogene Aus-/Fortbildung zum Fachwirt oder funktionslehren-bezogen zum Fachkaufmann.